# ダゲスタン共和国の国旗
ダゲスタン共和国の国旗（ダゲスタンきょうわこくのこっき、ロシア語: Флаг Дагестана、アヴァル語: Дагъистаналъул байрахъ、アゼルバイジャン語: Дағыстан бајрағы）は、ダゲスタンASSRがロシア連邦内でダゲスタン共和国に移行した後に採用された国旗である。
この旗が正式に採用されたのは1994年2月26日である。緑 (イスラム教)、青 (カスピ海)、赤 (勇気と忠実さ) の三色が縦に並んでいることが特徴的である。2003年11月19日に、国旗の比率が元の 1:2 から 2:3 に変更され、上から2番目の色が水色から青に変更となった。

## 配色
公式の配色が宣言されたのは2003年11月19日である。
|         | 緑          | 青          | 赤         |
| ------- | ----------- | ----------- | ---------- |
| CMYK    | 100-0-50-42 | 100-66-0-35 | 0-80-86-16 |
| 16 進数 | #009349     | #0039A6     | #D52B1E    |
| RGB     | 0-147-73    | 0-57-166    | 213-43-30  |

## 歴史上の国旗

?ダゲスタン自治ソビエト社会主義共和国の旗

## ダゲスタン共和国の諸民族旗
ダゲスタン共和国の基幹民族には、独自の民族旗が存在している。

アグール人の旗
アヴァール人の旗
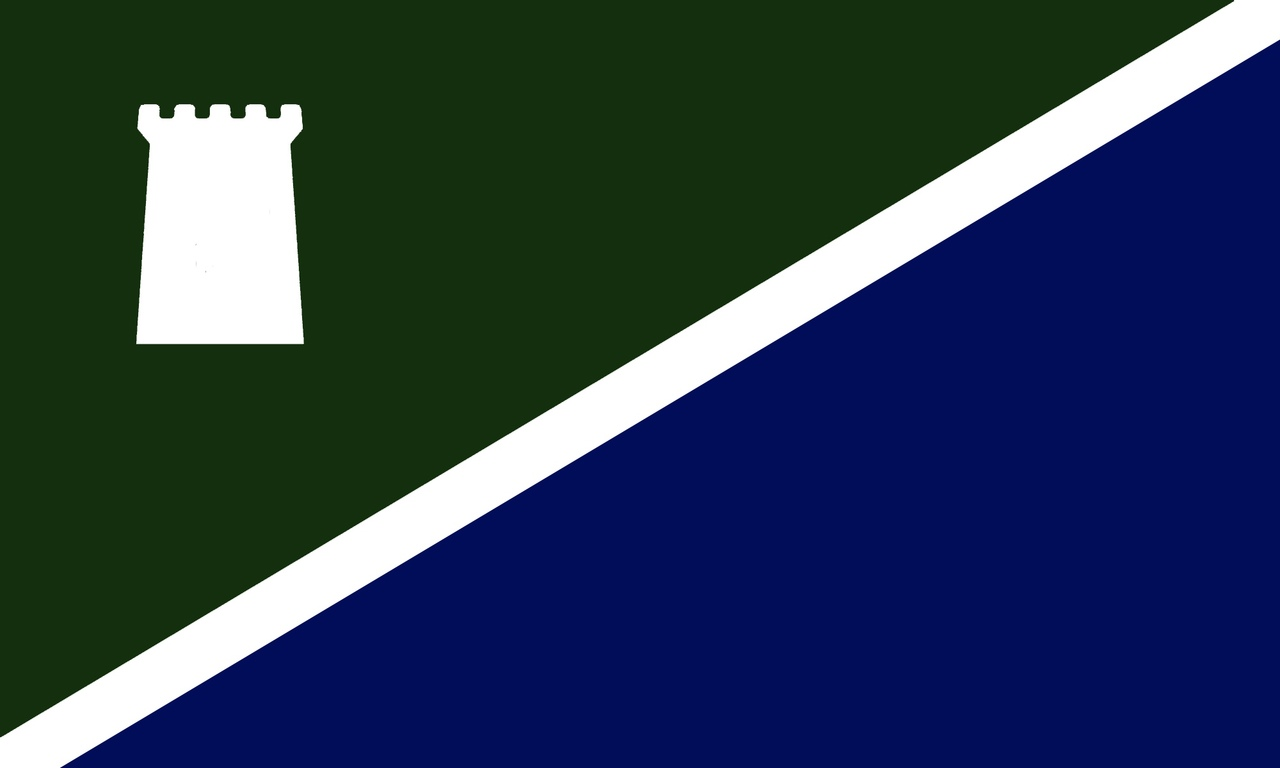
ダルギン人の旗
クムイク人の旗
レズギン人の旗
ノガイ人の旗
ルトゥル人の旗
タバサラン人の旗
タート人の旗
ツァフル人の旗